# Гаринская культура
Гаринская культура (Гаринско-борская культура) — археологическая культура энеолита, расположенная на территории Предуралья (Прикамье). Датирована III-II тыс. до н.э. Основная заслуга в изучении культуры принадлежит О.Н. Бадеру.
Поселения состояли из бревенчатых землянок (сруб) с двускатной крышей. Дома имели в плане параметры 8 на 6 метров. На земляном полу располагался простой очаг. Керамика представлена яйцевидными сосудами с гребенчатым штампом. Носителям культуры было знакомо скотоводство и земледелие. Основу экономики составляла охота и рыболовство. Обнаружены каменные наконечники копий и стрел. 
Население взаимодействовало с волосовской и суртандинской культурами. 